# Gina Sammarco
Gina Sammarco, nome d'arte di Luigia Sammarco (Milano, 5 marzo 1897 – Milano, 15 marzo 1976), è stata un'attrice italiana.

## Biografia
Frequenta giovanissima l'Accademia dei Filodrammatici di Milano, debutta con Ruggero Ruggeri come attrice in parti secondarie, sarà poi con Lyda Borelli e con Luigi Carini.
All'inizio degli anni venti entra nella Compagnia del Teatro Argentina di Roma, diretta da Virgilio Talli.

## Il cinema
Nel cinema arriva nel 1936, con la regia di Raffaello Matarazzo nella pellicola L'anonima Roylott, coprendo quasi sempre ruoli di caratterista.

## La televisione
Rare sono le apparizioni nel piccolo schermo sino al 1966, quando ha il suo momento di celebrità, interpretando la paziente e bonaria domestica Amabile, nella serie La famiglia Benvenuti, con Valeria Valeri ed Enrico Maria Salerno.

## Prosa televisiva Rai
- I dialoghi delle Carmelitane di Georges Bernanos, regia di Tatiana Pavlova, trasmessa il 2 novembre 1956.
- Rancore, regia di Claudio Fino, trasmessa il 5 ottobre 1962.
- Le inchieste del commissario Maigret, episodio L'ombra cinese, trasmesso nel 1966.
- La famiglia Benvenuti, regia di Alfredo Giannetti, trasmessa in due serie dal 2 al 30 aprile 1968 e dal 27 novembre 1969 all'8 gennaio 1970.
- Un mese in campagna, di Ivan Turgenev, regia di Sandro Bolchi, 24 giugno 1969.
- Il viaggiatore senza bagaglio di Jean Anouilh, regia di Ottavio Spadaro, trasmessa il 15 settembre 1970.
- Questo matrimonio si deve fare di Vitaliano Brancati, regia di Claudio Fino, trasmessa il 23 luglio 1971.
- La giostra, di Massimo Dursi, regia di Sandro Bolchi, trasmesso il 20 ottobre del 1972.
- Appuntamento a Senlis, di Jean Anouilh, regia di Fulvio Tolusso trasmesso nel 1972.
- Il commissario De Vincenzi, regia di Mario Ferrero, trasmesso tra il 24 marzo e il 9 aprile 1974

## Prosa radiofonica Rai
- Gallina vecchia, commedia di Augusto Novelli, regia di Umberto Benedetto, trasmessa il 25 aprile 1955.
- Il segretario di fiducia, di T. S. Eliot, regia di Corrado Pavolini, trasmessa il 17 giugno 1955.

## Prosa teatrale
- Rebecca di Daphne du Maurier, regia di Guido Salvini, prima al Teatro Quirino il 20 aprile 1946.
- Romeo e Giulietta di William Shakespeare, regia di Renato Simoni, prima al Teatro Romano di Verona il 26 luglio 1948.
- La sei giorni di Ezio D'Errico, regia di Giorgio Strehler, prima al Piccolo Teatro di Milano il 18 dicembre 1953.

## Filmografia

Gina Sammarco nel film La viaccia (1961)

- L'anonima Roylott, regia di Raffaello Matarazzo (1936)
- Noi vivi, regia di Goffredo Alessandrini (1942)
- Addio Kira!, regia di Goffredo Alessandrini (1942)
- Violette nei capelli, regia di Carlo Ludovico Bragaglia (1942)
- La principessa del sogno, regia di Roberto Savarese (1942)
- Una piccola moglie, regia di Giorgio Bianchi (1943)
- Quartieri alti, regia di Mario Soldati (1943)
- Canto, ma sottovoce..., regia di Guido Brignone (1945)
- La freccia nel fianco, regia di Alberto Lattuada (1945)
- L'ultimo sogno, regia di Marcello Albani (1946)
- La viaccia, regia di Mauro Bolognini (1961)
- L'assoluto naturale, regia di Mauro Bolognini (1969)

## Doppiatrici
- Rina Morelli in La principessa del sogno
- Tina Lattanzi in Canto ma sottovoce...
- Andreina Pagnani in La viaccia